# Robert Sarah
Robert Sarah (Ourus, 1945. június 15. –) guineai bíboros, a Conakryi főegyházmegye korábbi érseke, az Istentiszteleti és Szentségi Kongregáció nyugalmazott prefektusa.

## Életrajza
Robert Sarah 1945. június 15-én született a guineai Ourous városában. 12 éves korában lépett be a kisszemináriumba a szomszédos Elefántcsontparton. Miután Guinea elnyerte függetlenségét hazatért, és otthon folytatta tanulmányait. A hatalomra jutott radikális kormányzat azonban hamarosan államosította az egyház vagyonát, így a szemináriumi oktatás is megszűnt 1961-ben. Egy évvel később a kormány engedélyezte egy szeminárium felállítását Kindia városában, Sarah 1964-ben itt szerezte meg a baccalaureus fokozatot. A következő években Franciaországban és Szenegálban tanult. 1969. július 20-án szentelték pappá hazájában. Ezt követően a római Gregoriana Pápai Egyetemen és a jeruzsálemi Studium Biblicum Franciscanumon tanult. Eközben hazájában plébánosként lelkipásztori szolgálatot végzett, később a kindiai szeminárium rektori tisztjét is ellátta. 
II. János Pál pápa 1979. augusztus 13-án nevezte ki a guineai Conakry főegyházmegye érsekévé. Sarah ekkor mindössze 34 éves volt, amivel a katolikus egyház legfiatalabb püspöke lett. December 8-án szentelték püspökké. Erre az időszakra esett Guineában Sékou Ahmad Touré kommunista diktatúrájának utolsó szakasza. Az érsek a diktátor 1984-ben bekövetkezett haláláig sikeresen megőrizte az egyház függetlenségét, és többször is szembeszállt az államhatalommal. Ellenállásáért halállistára került, letartóztatására azonban nem került sor. Sarah egészen 2001-ig, több mint húsz éven át állt a főegyházmegye élén.
2001. október 1-jén nevezte ki a pápa a Népek Evangelizációjának Kongregációja titkárának. Kilenc évvel később XVI. Benedek pápa a „Cor Unum” Pápai Tanácsa elnökének nevezte ki, és a november 20-i konzisztóriumon diakónus bíborossá kreálta. Római címtemploma a San Giovanni Bosco in via Tuscolana bazilika. 2014. november 23-án Ferenc pápa az Istentiszteleti és Szentségi Kongregáció prefektusává nevezte ki. Ezen kívül tagja a Népek Evangelizációja, valamint a Szenttéavatási Ügyek Kongregációjának és a Nemzetközi Eucharisztikus Kongresszusok Pápai Bizottságának.
2020-ban 75. életévének betöltésével a kánoni szabályokkal összhangban benyújtotta lemondását. 2021. február 20-án Ferenc pápa a lemondást elfogadta.
A 2021. május 3-i konzisztóriumon tartott szavazással a diakónus bíborosi rendből átlépett a presbiter bíborosi rendbe.

## Nézetei
Sarah bíboros a tradicionális katolicizmus, ezen belül a tradicionalista reform egyik legnagyobb hatású alakja. Széles látóköre és a hagyományban mélyen gyökerező meggyőződése, és tömör, kifejező irodalmi stílusa miatt nagy tömegek számára közvetíti hitelesen a katolikus hit, liturgia és kontempláció értékeit. Főleg érseki nyugdíjazása után fordult a katolikus esszé felé, és mára a keresztény irodalom egyik legfontosabb kortás írójává és igazi "best seller" szerzőjévé vált. Központi témái a kontempláció, a csönd ereje; a liturgia szépsége; a papi hivatás; a katolicizmus hitelének helyreállítása; a nyugati világ és a nyugati katolicizmus válsága. 
A katolikus egyházon belül konzervatív nézeteket vall, többször is védelmébe vette a hagyományos katolikus tanítást. 2020-ban megjelent, ’’Szívünk mélyéből’’ című könyvében a kötelező cölibátus mellett érvel. A könyv nem csak tartalma miatt kavart nagy port a médiában, hanem azért is, mert először XVI. Benedek pápát mint társszerzőt is megjelenítették a borítón és az előszóban. Benedek személyi titkára ezt sajtóközleményben utasította el, ugyanakkor azt elismerte, hogy az emeritus pápa könyv tartalmáról tudott, és egy rövid szöveggel ahhoz hozzá is járult.
A 2015-ös családügyi püspöki szinóduson kijelentette, hogy amint a 20. század két legpusztítóbb ideológiája, a fasizmus és a kommunizmus volt, az a 21. században a gender ideológia és az iszlám fanatizmus fenyegetésében jelenik meg. Nyilatkozatában elítélte a válások megkönnyítését, az abortuszt, a melegházasságot, a radikális feminizmust és az eutanáziát támogató nyugati ideológiát, valamint a poligámiát, a nők alárendeltségét és szexuális kihasználását és a gyermekházasságot intézményesítő iszlám fundamentalizmust, valamint a terrorszervezeteket, mint a Boko Haram vagy az Iszlám Állam.

## Magyarul megjelent művei
- Isten vagy a semmi. Beszélgetés a hitről; riporter Nicolas Diat; ford. Barsi Balázs; Szt. István Társulat, Bp., 2015
- A csönd ereje a zaj diktatúrájával szemben; riporter Nicolas Diat; ford. Barsi Balázs; Szt. István Társulat, Bp., 2018
- Esteledik, a Nap már lemenőben; riporter Nicolas Diat; ford. Barsi Balázs; Szt. István Társulat, Bp., 2019
- Szívünk mélyéből. Papságról, cölibátusról és a katolikus egyház válságáról; közrem. XVI. Benedek, ford. Barsi Balázs; Szt. István Társulat, Bp., 2020
- Házaspárok, ébresszétek szerelmeteket!; ford. Barsi Balázs; Szt. István Társulat, Bp., 2021
- Mindörökké. Elmélkedések a papságról; ford. Barsi Balázs; Szt. István Társulat, Bp., 2023